# 数据库权利
数据库权利也称为数据库特殊权利，是因现有法律资源无法保护数据库制作者权益而提出的数据库权利保护模式，是在著作权法、民法以及反不正当竞争法外设立的一类知识产权。现在世界各国并未对数据库权利形成一致意见。
国际大部分国家签署的《与贸易有关的知识产权协定》要求“凭借对内容的选择或安排”而构成“知识创造”（原创性门槛）的数据集和其他作品获得一样著作权保护，无论数据集内容本身是否符合版权门槛。数据库特殊权利是在数据库不符合著作权保护的条件下生效，只有很小一部分国家立法授予。

## 授予数据库特殊权利的国家

### 欧盟
欧盟率先提出了数据库的特殊权利保护模式，并且与1996年立法制度《关于数据库法律保护指令》。

## 不授予数据库特殊权利的国家

### 美国
美国对于数据库保护的立法由于教育、科研机构反对，因此始终未能获得美国国会通过。页129

### 中华人民共和国
中华人民共和国对数据库的保护主要是依据《著作权法》对汇编作品的保护进行，没有相关的专门立法。页306著作权法第十五条要求“汇编若干作品、作品的片段或者不构成作品的数据或者其他材料，对其内容的选择或者编排体现独创性”，因此不属于数据库特殊权利。